# Bollandisten

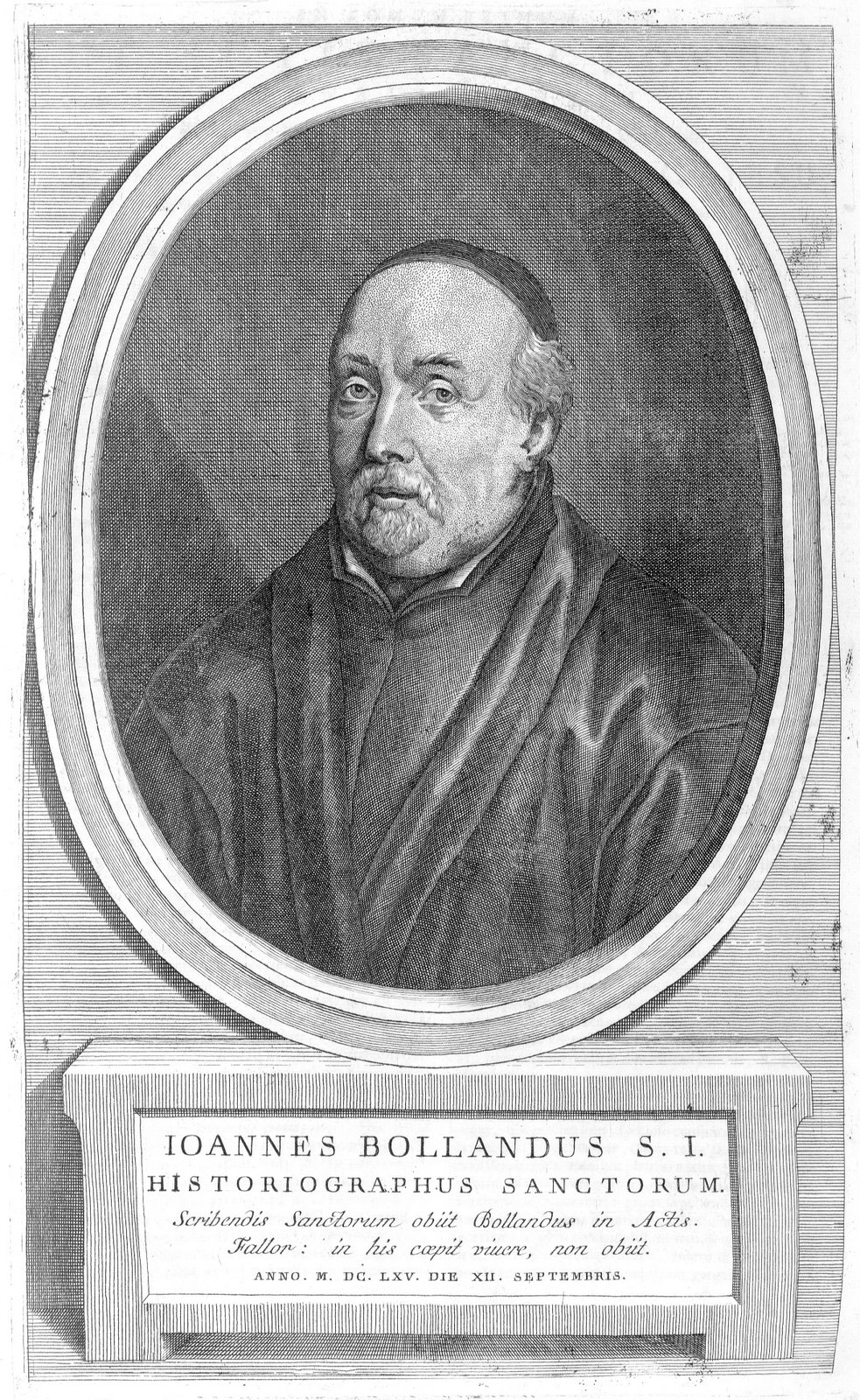
Jean Bolland

De bollandisten vormen een instituut opgericht door de jezuïeten dat zich bezighoudt met hagiologie, het bestuderen en beschrijven van heiligenlevens. Deze werden gebundeld in de Acta Sanctorum, waarvan het eerste deel verscheen in 1643, en in hun eigen tijdschrift Acta Bollandiana. De naam verwijst naar de jezuïet Jean Bolland (1596-1665), die er de basis van legde.

## Voorgeschiedenis
De basis van de Acta Sanctorum ligt bij Heribert Rosweyde, een Utrechtse jezuïet die les gaf in Dowaai (aan de universiteit), toen nog in het graafschap Vlaanderen. Hij stierf in 1629 en na zijn dood werkten Jean Bolland (Jan Bollandus) en Godefridus Henschenius (Godefried Henskens) er verder aan. In 1643 publiceerden ze te Antwerpen de eerste twee delen ervan. Ze beseften echter dat de omvang van de volledige Acta Sanctorum hun mogelijkheden oversteeg. Omdat hun orde het nut inzag van een standaardwerk waarin feiten en fictie rond de heiligen gescheiden konden worden, werden ook andere jezuïeten ingezet om de boekenreeks te vervolledigen.

## Eerste bollandisten
Na Bolland en Henschen was vooral Daniël van Papenbroeck (Daniel Papebrochius) een groot bezieler. Hij werkte meer dan 50 jaar aan de Acta. Tussen 1660 en 1662 trok hij met Henschen door Duitsland, Italië en Frankrijk op zoek naar bronnenmateriaal om in de volgende delen te verwerken. In 1681 overleed Henschenius. Er waren toen reeds 24 boeken gepubliceerd in de reeks.

## Evolutie tot de Franse Revolutie
Tal van jezuïeten, vooral in de Zuidelijke Nederlanden, werkten verder aan de reeks. Ook andere geestelijke orden, zoals de benedictijnen en norbertijnen, participeerden actief in dit project. In 1773 werden de jezuïeten opgeheven door paus Clemens XIV. De bollandisten verhuisden van Antwerpen naar het klooster van Koudenberg te Brussel, tot ze in 1788 werden opgeheven door een beslissing van de regering van de Oostenrijkse Nederlanden. Het belangrijke bronnenmateriaal werd van Brussel naar de Abdij van Tongerlo gebracht, waar de abt in 1794 het 53e boekdeel van de Acta Sanctorum uitbracht. Hiermee waren alle heiligen besproken wier feestdag ligt tussen 1 januari en 14 oktober. Heden ten dage is men tot in de maand november gevorderd.

## Na de Franse Revolutie
De Belgische overheid steunde de heroprichting van de bollandisten in 1837, die nu vanuit Brussel werkten (vanuit wat nu het Sint-Jan-Berchmanscollege heet). Het eerstvolgende deel verscheen in 1845, en tussen 1863 en 1867 verschenen nog 61 delen. In 1886 verscheen het eerste deel van de reeks Subsidia Hagiographica, waarin opnieuw monografieën, indices en bronnenmateriaal rond heiligenlevens aan bod komen. In 1892 verscheen het eerste nummer van het tijdschrift Anelecta Bollandiana, waarin tot op de dag van vandaag kritische analyses verschijnen over het leven van de heiligen. Ook publiceert men een bibliografie.
Onder impuls van Hippolyte Delehaye werden de hagiografische studies in de Acta Sanctorum wetenschappelijker uitgebouwd en de kritische benadering van de teksten steeds belangrijker door het bestuderen van historische manuscripten, de invoering van een gedetailleerde bronvermelding en de revisie van vele oudere artikels.

## Bollandisten onder het ancien régime
- Heribert Rosweyde (1569-1629)
- Jean Bolland (1596-1665)
- Godfried Henschen (1601-1681)
- Daniel van Papenbroeck (1628-1714)
- Constantin Suysken (1714-1771)

## Bollandisten in de negentiende en twintigste eeuw
Sinds 1905 zijn de bollandisten gevestigd in het Sint-Michielscollege in Brussel.
Onder de bekendsten, allen jezuïet, behoren:
- Charles De Smedt
- Albert Poncelet
- Joseph Van den Gheyn
- François van Ortroy
- Hippolyte Delehaye
- Henri Bosmans
- Paul Peeters (1870-1950)
- Michel van Esbroeck (1934-2003)

## Bollandisten in de eenentwintigste eeuw
Anno 2020 bestond het Genootschap van Bollandisten uit:
- Robert Godding s.j., directeur.
- Xavier Lequeux.
- Bernard Joassart s.j., archivaris.
- Marc Lindeijer s.j.
- François De Vriendt, hoofdredacteur van de bollandistische uitgaven.